# Ao Vivo (álbum de Racionais MC's)
Ao Vivo é o primeiro álbum ao vivo do grupo brasileiro de rap Racionais MC's, lançado em 2001 pela Zimbabwe Records.

## Faixas
| Nº | Título                      | Compositor(es)                          | Sample(s)                  | Duração |
| -- | --------------------------- | --------------------------------------- | -------------------------- | ------- |
| 1  | Mano Brown (Fala 1)         | Mano Brown                              | Nenhum                     | 1:20    |
| 2  | Abertura                    | Mano Brown, Ice Blue, Edi Rock e KL Jay | Nenhum                     | 3:49    |
| 3  | Capítulo 4, Versículo 3     | Mano Brown                              | Nenhum                     | 7:59    |
| 4  | Qual Mentira Vou Acreditar? | Mano Brown e Edi Rock                   | Nenhum                     | 7:40    |
| 5  | Ice Blue (Fala)             | Ice Blue                                | Nenhum                     | 1:07    |
| 6  | Lenta                       | Mano Brown, Ice Blue, Edi Rock e KL Jay | Nenhum                     | 1:09    |
| 7  | Tô Ouvindo Alguém me Chamar | Mano Brown                              | Nenhum                     | 10:52   |
| 8  | Edi Rock (Fala)             | Edi Rock                                | Nenhum                     | 1:15    |
| 9  | Mágico de Oz                | Edi Rock                                | Nenhum                     | 6:28    |
| 10 | KL Jay (Fala)               | KL Jay                                  | Nenhum                     | 0:43    |
| 11 | Rapaz Comum                 | Edi Rock                                | Nenhum                     | 3:15    |
| 12 | Diário de um Detento        | Jocenir Prado e Mano Brown              | Nenhum                     | 7:31    |
| 13 | Fórmula Mágica da Paz       | Mano Brown                              | "Be Alright" (Zaap)        | 10:36   |
| 14 | Mano Brown (Fala 2)         | Mano Brown                              | Nenhum                     | 0:25    |
| 15 | Grand Finale                | Mano Brown, Ice Blue, Edi Rock e KL Jay | "I Want You" (Marvin Gaye) | 3:15    |

| Críticas profissionais                                                      | Críticas profissionais |
| Avaliações da crítica                                                       | Avaliações da crítica  |
| Fonte                                                                       | Avaliação              |
| --------------------------------------------------------------------------- | ---------------------- |
| CliqueMusic                                                                 | (Sem Nota)             |
| Esta tabela precisa de ser acompanhada por texto em prosa. Consulte o guia. |                        |

## Formação
- Mano Brown
- Ice Blue
- Edy Rock
- KL Jay